# Paul Hofmann (Hygieniker)
Paul Hofmann (* 3. August 1896 in München; † 5. März 1970 in Tegernheim) war ein deutscher Veterinär und Hygieniker.
Hofmann machte 1914 das Abitur in München und diente im Ersten Weltkrieg. Von 1919 studierte er in München Veterinärmedizin bis zur Approbation und Promotion 1921. Als Assistent ging er an das Gesundheitsamt Stettin-Züllchow. 1924 wurde er Assistent in der Tiermedizin an der Universität München, 1927 ging er an die TH Dresden an das Hygieneinstitut und habilitierte sich dort 1928 für Bakteriologie und Hygiene. 1932 wurde er außerordentlicher Professor an der Universität Berlin, 1937 ordentlicher Professor an der Universität Ankara und 1939 bis 1945 an der TH Dresden als Direktor des Hygiene-Instituts. Im Nebenamt leitete er die öffentliche Gesundheitspflege in Dresden. Zum 1. Mai 1933 trat er der NSDAP bei (Mitgliedsnummer 2.456.587) und im November 1933 unterzeichnete er das Bekenntnis der deutschen Professoren zu Adolf Hitler.
Ab 1947 arbeitete er als kommissarischer Leiter der Staatlichen Bakteriologischen Untersuchungsanstalt in Regensburg, 1953 bis 1961 als ihr Direktor.

## Schriften (Auswahl)
- Hygienische Luftuntersuchungen in Milchtierstallungen mit besonderer Berückstigung der sog. Güllestallungen. 1928 (= Habilitationsschrift TH Dresden)